# Asociación Deportiva Tarma
Asociación Deportiva Tarma ist ein peruanischer Fußballverein aus der Stadt Tarma. Er wird auch El Vendaval Celeste genannt.

## Geschichte
Asociación Deportiva Tarma wurde am 18. Juni 1929 gegründet und ist der bedeutendste Verein der Region Junín. Nach mehreren erfolglosen Versuchen gelang ADT 1979 der Aufstieg in den Profifußball, als der Verein die Copa Perú gewann. In den 1980er Jahren erreichte ADT in ihrer ersten Saison in der Primera División den dritten Platz, verpasste jedoch knapp die Qualifikation für die Copa Libertadores. Bis 1991 spielte ADT in der ersten Liga, bevor sie in die Copa Perú zurückfielen.
Von 2007 bis 2011 erlebte ADT unter der Führung von Delia López Sueldo einen Aufschwung, erreichte aber erst 2019 wieder die nationale Bühne. Trotz Erfolgen auf regionaler Ebene schafften sie es nicht, sich langfristig im Profifußball zu etablieren. 2021 gelang ADT schließlich der Wiederaufstieg in die erste Liga, nachdem sie die Copa Perú gewannen. In der Saison 2023 qualifizierte sich ADT unter der Leitung von Franco Navarro erstmals für einen internationalen Wettbewerb, die Copa Sudamericana 2024. Dort schied ADT allerdings in der ersten Runde gegen Landsrivale Deportivo Garcilaso im Elfmeterschießen aus.

## Erfolge
- Meister der Copa Perú: 1979, 2021

## Stadion
Asociación Deportiva Tarma trägt seine Heimspiele im Estadio Unión Tarma, das eine Kapazität von 6000 Plätzen hat, aus. Das 1980 eröffnete Stadion wurde zuletzt 2022 renoviert, um die Erstligakriterien nach dem Aufstieg zu erfüllen.

## Rivalität
Größter Rivale für ADT ist Sport Dos de Mayo, der ebenfalls in der Stadt Tarma beheimatet ist. Das Duell der beiden Teams wird daher auch als clásico tarmeño bezeichnet.